# IJzeren Gordijn

Loop van het IJzeren Gordijn, de scheidingslijn tussen de NAVO-staten (blauw; Spanje na 1982) en het Oostblok (rood). Joegoslavië (groen) en Albanië (roze) behoorden in deze context niet tot het Oostblok. De zwarte stip is West-Berlijn. Neutrale staten zijn grijs.

Het IJzeren Gordijn was de grens door Europa tussen het communistische Oostblok (de Sovjet-Unie en haar vazalstaten of satellietstaten in Oost-Europa) en het kapitalistische Westen (westerse landen onder aanvoering van de Verenigde Staten van Amerika). De grens ontstond na de Tweede Wereldoorlog en werd vrij abrupt afgebroken na de ineenstorting van de macht van de communistische partijen in Oost-Europa en het uiteenvallen van het Sovjetimperium. Hongarije begon als eerste met het afbreken op 2 mei 1989, waarbij ook de hoge kosten voor het onderhoud van de grens een rol speelden. Het gordijn was het symbool van de Koude Oorlog.
Het IJzeren Gordijn bestond uit mijnenvelden, tankgrachten, prikkeldraad, wachtposten en torens die de twee ideologieën kunstmatig scheidden. Daarbij hoorde ook de voormalige muur die Oost-Berlijn scheidde van West-Berlijn en de grens tussen Oost- en West-Duitsland. Deze constructie die het Westen van het Oosten scheidde, was in West-Duitsland een bizarre toeristische attractie: op vele plaatsen langs het IJzeren Gordijn waren platformen geplaatst van waaraf toeristen met verrekijkers naar het oosten konden kijken. Wachtposten keken vanuit hun torens terug. Oost-Duitse spionnen maakten hiervan gebruik door met aangepaste verrekijkers door middel van infrarood licht met het thuisfront te communiceren.

## Naam

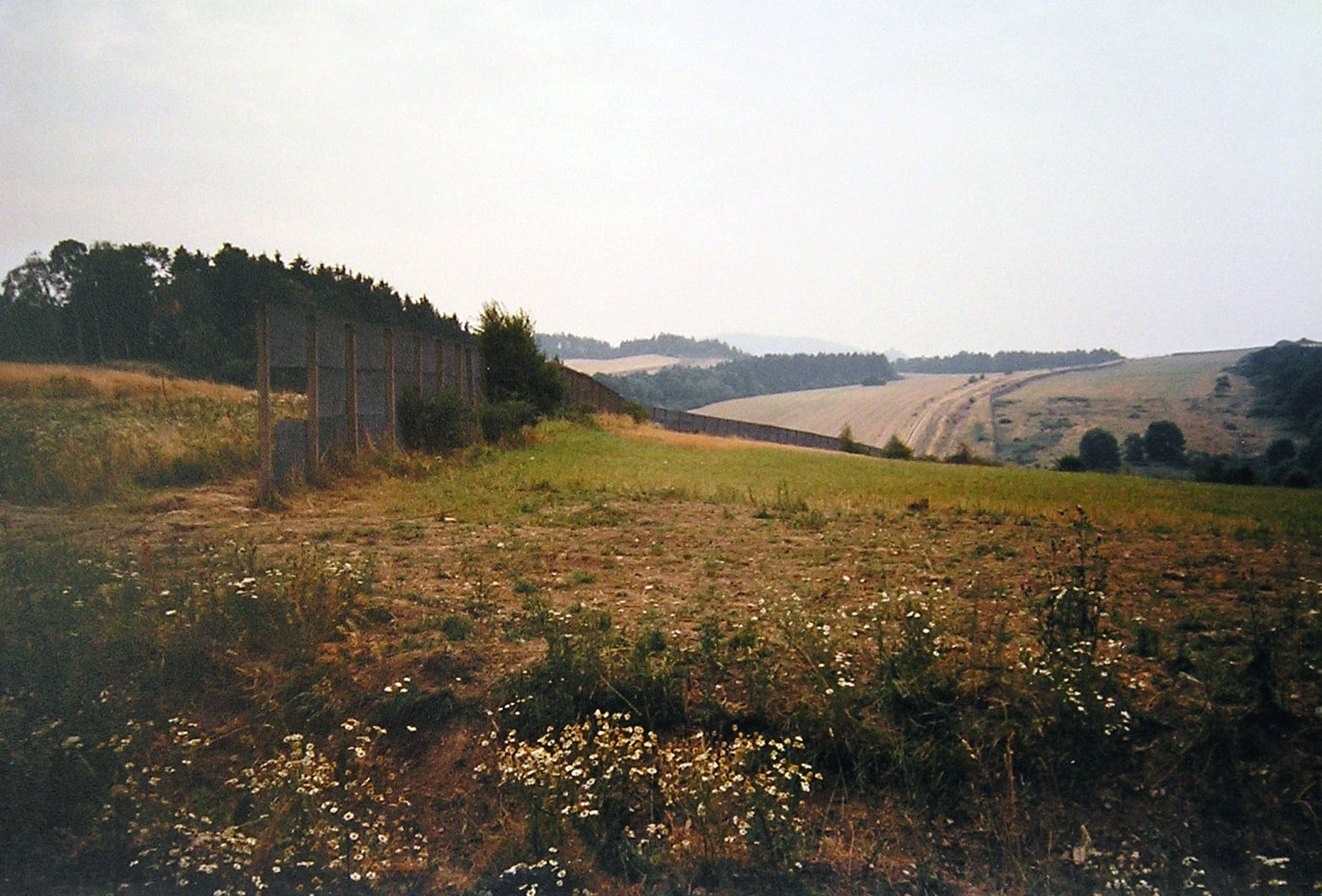
Restant van het IJzeren Gordijn in Duitsland, tussen Heiligenstadt en Witzenhausen. Oost (links) - West (rechts)

De term IJzeren Gordijn voor een onoverbrugbare afscheiding tussen gebieden, werd waarschijnlijk voor het eerst gebruikt door de Belgische Koningin Elisabeth voor de situatie die in 1915 tussen haarzelf en haar Duitse familie bestond. De woorden van de koningin reflecteerden een persoonlijk lot, maar ook een noodzakelijke belofte in een propagandaoorlog waarin de vijand per definitie monsterlijk was. Een IJzeren Gordijn (of eiserner Vorhang) was een in Duitse theaters verplichte veiligheidsmaatregel die moest voorkomen dat een eventuele brand op het podium zich direct tot de zaal zou uitbreiden. Dergelijke branden kwamen vaak voor want het beschilderde doek waaruit decorstukken bestonden was uiterst brandbaar. In geval van brand op het podium werd een metalen scheidingswand tussen podium en zaal neergelaten die door brandweerlieden met water werd gekoeld. Na Elisabeth gebruikten ook anderen de term als metafoor voor gescheiden gebiedsdelen.
In 1924 verklaarde de Britse ambassadeur in Berlijn Edgard Vincent, dat het gedemilitariseerde Rijnland (dat toen door geallieerde troepen bezet was) een ijzeren gordijn moest zijn, om Frankrijk tegen toekomstige Duitse agressie te beschermen. De term IJzeren Gordijn voor de scheiding tussen de Duitse en de Sovjetinvloedssfeer werd voor het eerst gebruikt in een artikel van het Duitse dagblad Das Reich, op 18 februari 1945, waarna Joseph Goebbels volgens datzelfde dagblad, in een redevoering op 25 februari ook over een ijzeren gordijn sprak.
De term in de huidige betekenis werd gemeengoed door een toespraak van de Britse staatsman Winston Churchill, die in de beroemd geworden Fultonspeech op 5 maart 1946, toen hij al was opgevolgd door Attlee, waarschuwde tegen de zich aftekenende tweedeling van Europa. Er waren niet veel mensen die hem meteen geloofden en hij werd om zijn woorden aanvankelijk door velen verguisd; een paar jaar later bleek hoe juist hij de ontwikkelingen had ingeschat.

### Gedeelte van Churchills' Fultonspeech

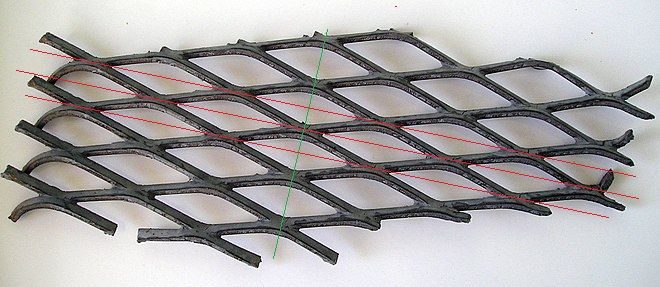
Detail van het IJzeren gordijn

From Stettin in the Baltic to Trieste in the Adriatic an 'iron curtain' has descended across the Continent. Behind that line lie all the capitals of the ancient states of Central and Eastern Europe. Warsaw, Berlin, Prague, Vienna, Budapest, Belgrade, Bucharest and Sofia; all these famous cities and the populations around them lie in what I must call the Soviet sphere, and all are subject, in one form or another, not only to Soviet influence but to a very high and in some cases increasing measure of control from Moscow.
Van Stettin aan de Oostzee tot Triëst aan de Adriatische Zee, is een 'ijzeren gordijn' neergelaten dwars door het Europese continent. Achter die lijn liggen alle hoofdsteden van de oude staten van Centraal- en Oost-Europa. Warschau, Berlijn, Praag, Wenen, Boedapest, Belgrado, Boekarest en Sofia; al deze beroemde steden en de bevolkingen eromheen, liggen binnen de Sovjetsfeer en zijn alle in een of andere vorm onderworpen, niet alleen aan de Sovjetinvloed, maar in grote en steeds grotere mate aan directe beheersing door Moskou.

## Joegoslavië en Albanië
De Socialistische Federale Republiek Joegoslavië was weliswaar socialistisch, maar was geen lid van het Warschaupact. De eerste jaren na de Tweede Wereldoorlog leek het land een trouw lid van het socialistische blok, maar in 1948 kwam het tot een breuk tussen Joegoslavië en de Sovjet-Unie, waardoor Joegoslavië een zelfstandiger koers ging varen.
Al waren er strenge grenscontroles, in principe kon men vanuit Joegoslavië via alle grenzen in- en uitreizen. De oostelijke buurlanden Hongarije, Roemenië en Bulgarije hielden hun grenzen echter dicht, in ieder geval voor hun eigen burgers. In tegenspraak met Churchills voorspelling die Belgrado achter het IJzeren Gordijn plaatste, liep het IJzeren Gordijn daardoor ten oosten van Joegoslavië.
Ook Albanië was communistisch. Dat land had echter al in 1961 gebroken met de Sovjet-Unie en de rest van het Warschaupact. Na aanvankelijk goede betrekkingen met de Volksrepubliek China raakte het land na de dood van Mao Zedong in een volledig isolement. De grenzen van Albanië worden over het algemeen niet tot het IJzeren Gordijn gerekend.

## Grensovergang Helmstedt-Marienborn
De grootste en belangrijkste grensovergang in het IJzeren Gordijn was de grensovergang Helmstedt-Marienborn. Deze grensovergang was het begin van de kortste transitroute tussen de Bondsrepubliek en West-Berlijn. Ook ander verkeer tussen de Bondsrepubliek en de DDR en Polen kwam hierlangs. Na 1990 werd de grensovergang als museum ingericht.

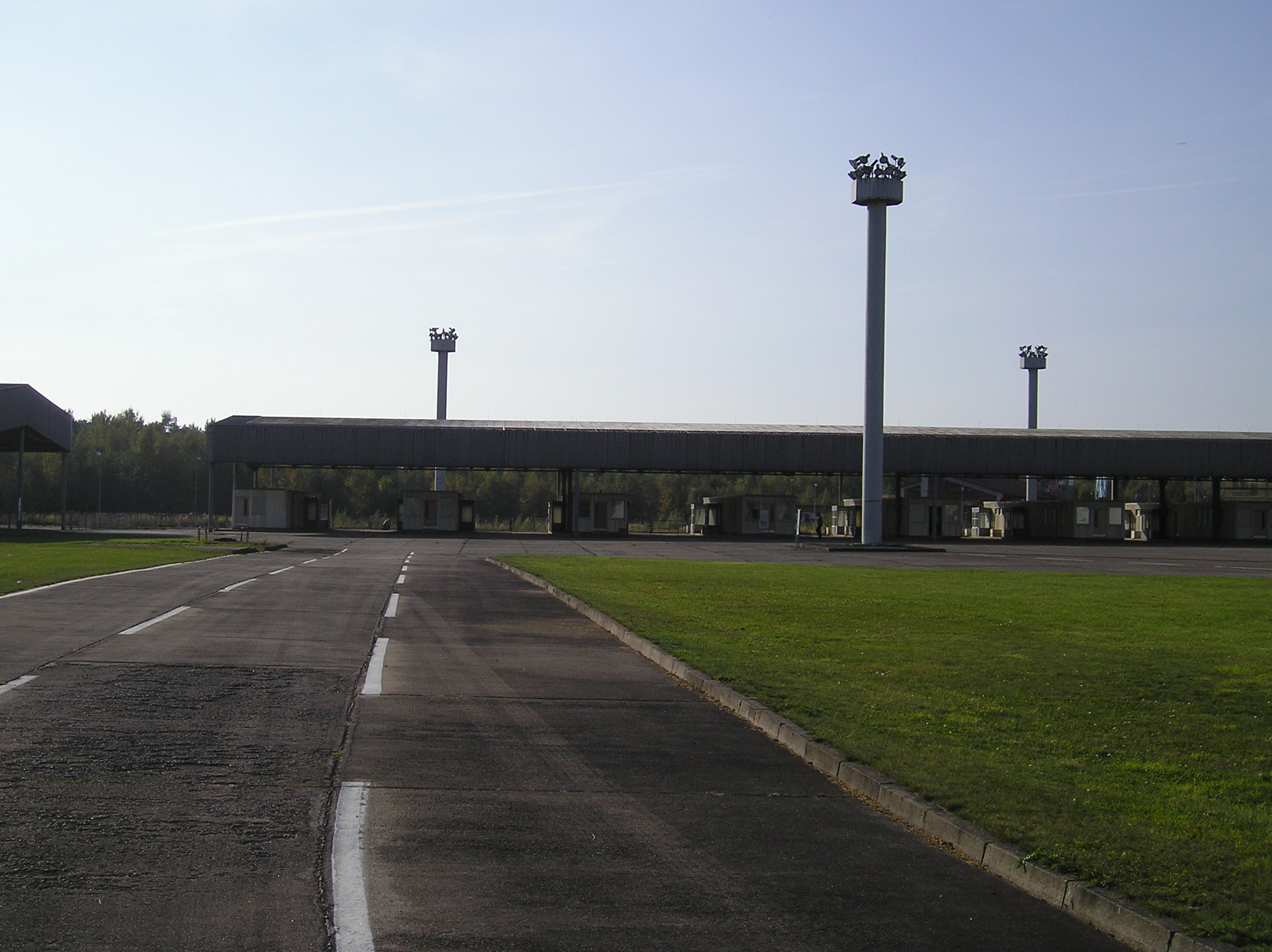
Paspoortcontrole personenauto's
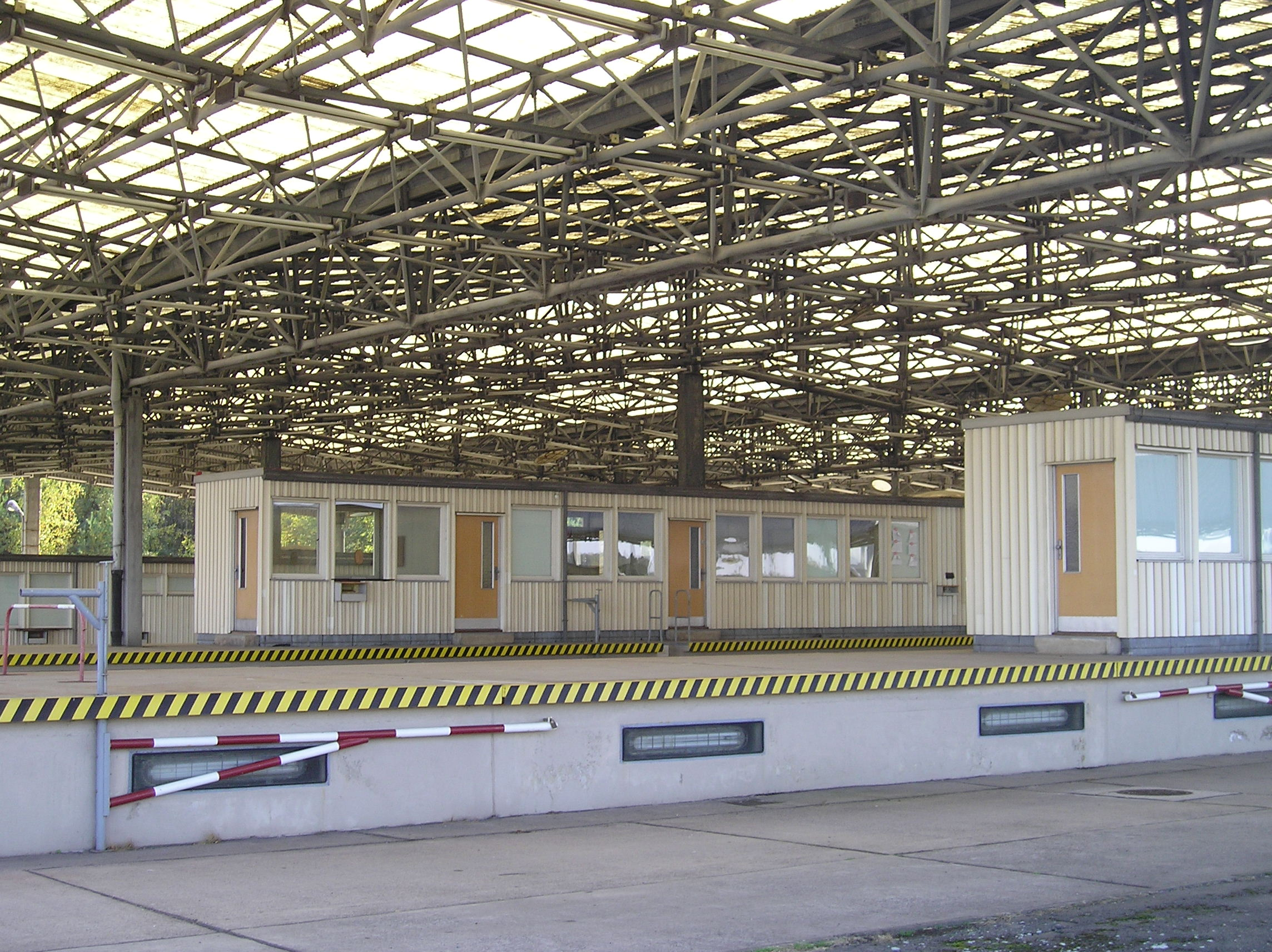
Paspoortcontrole vrachtauto's
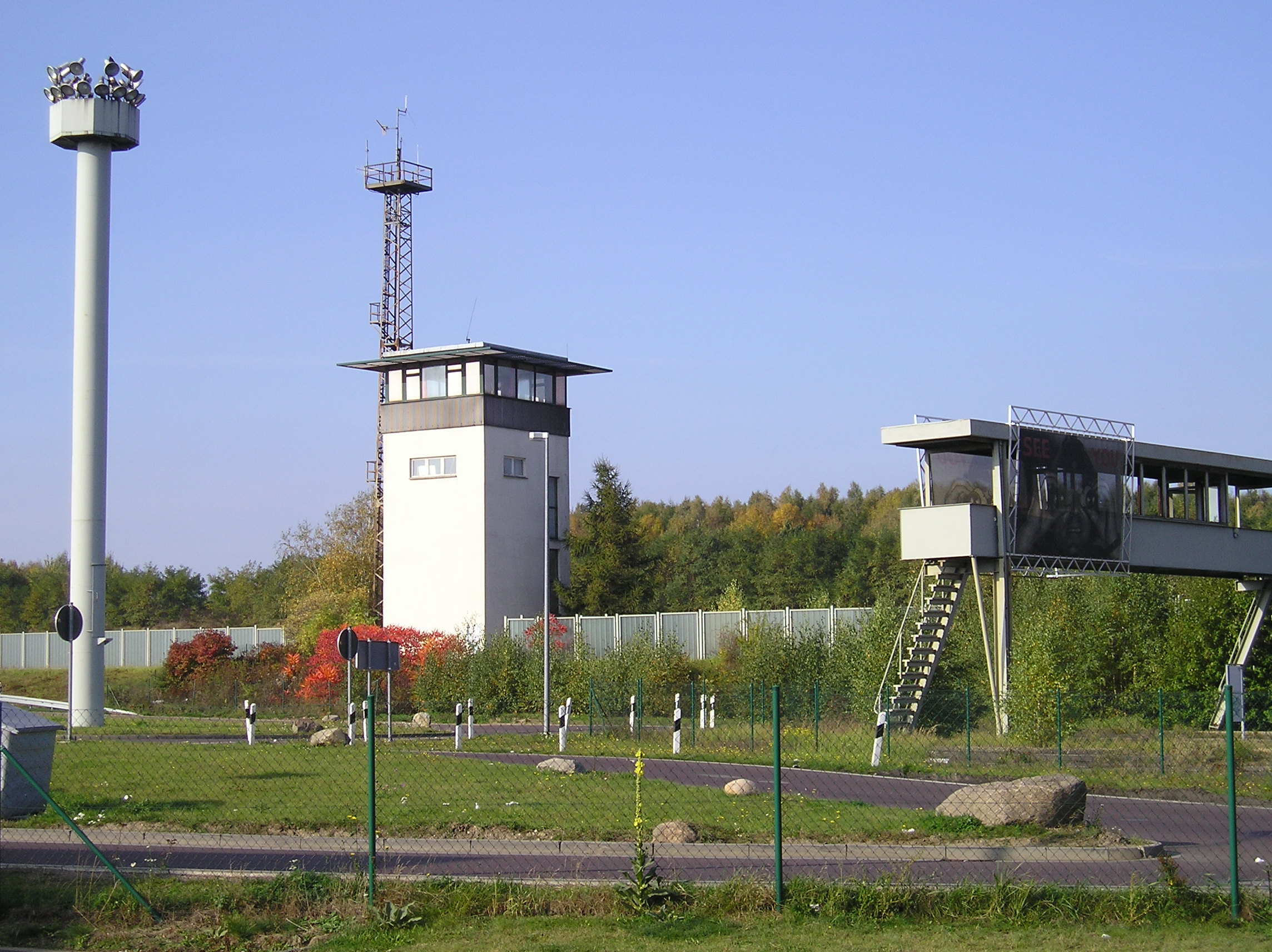
Lichtmast / commandotoren / brug
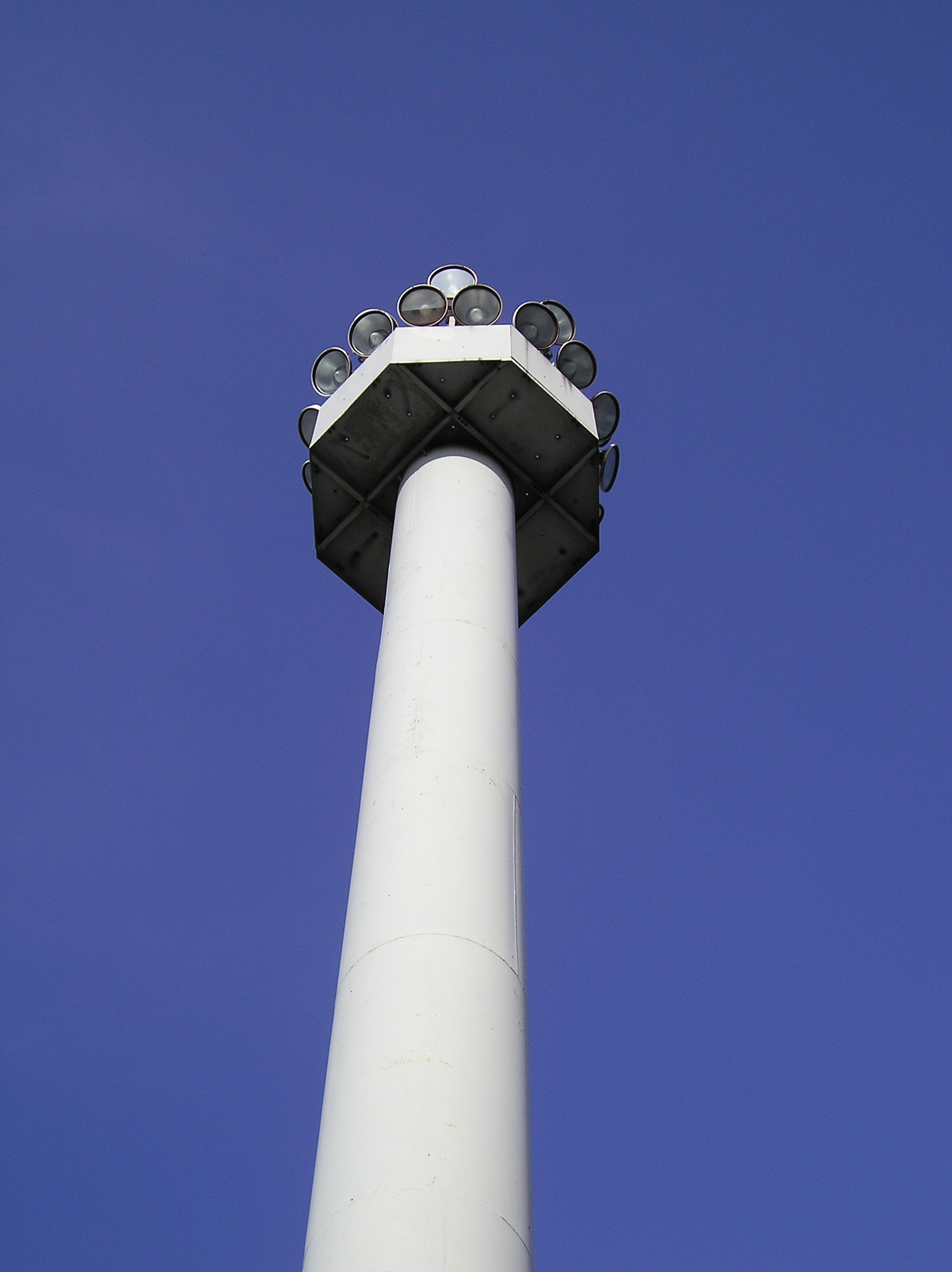
Lichtmast
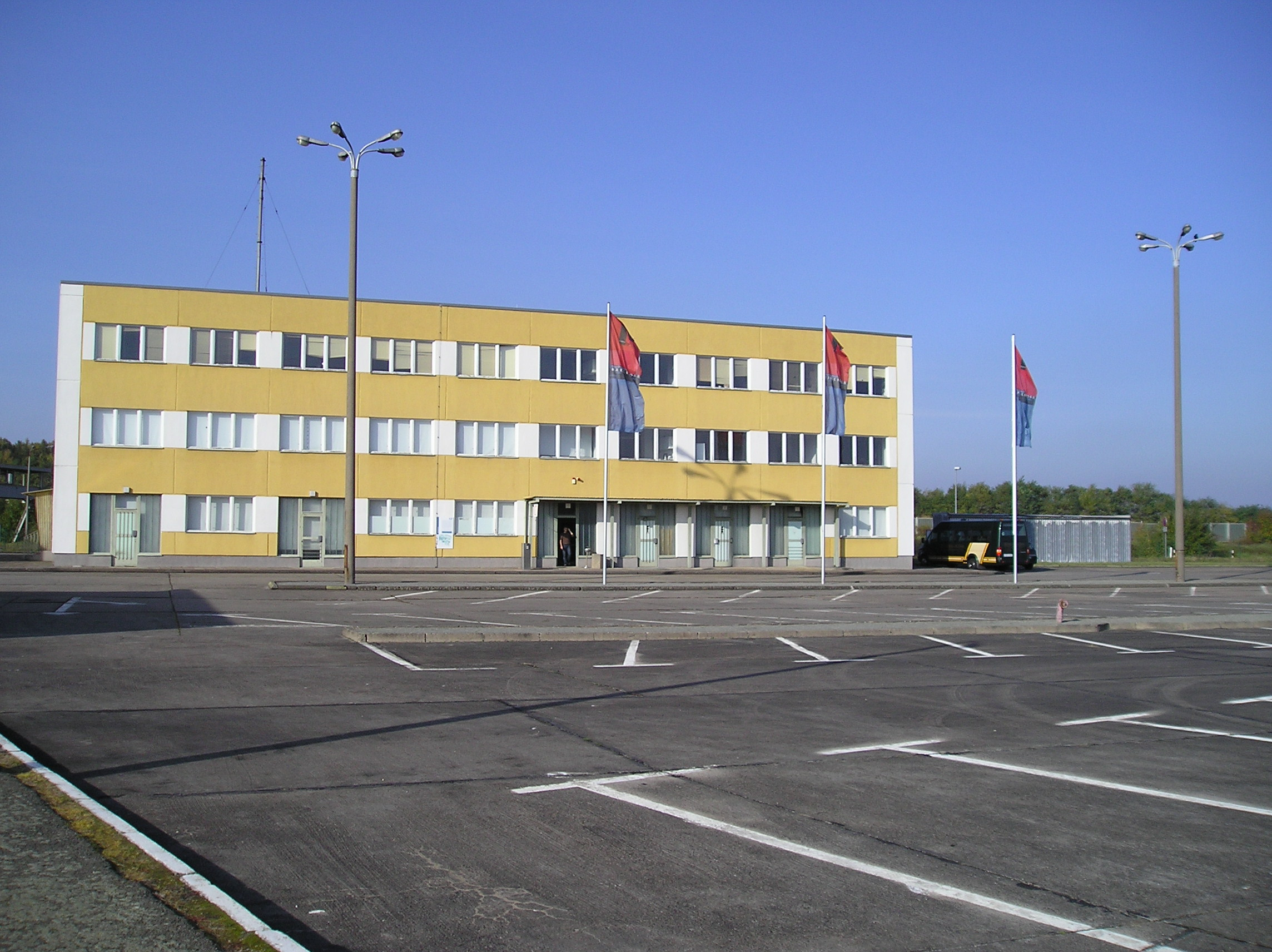
Kantoor

## Herten vrezen de grens
Ook dieren werden tijdens de Koude Oorlog slachtoffer van het IJzeren Gordijn. Tussen het Bohemer Woud en het Beierse Woud stond destijds onder meer een elektrische afrastering. Uit onderzoek waarbij onder andere gps-apparatuur gebruikt werd, bleek dat de edelherten in het gebied zich in 2014, een kwart eeuw na de afbraak van het IJzeren Gordijn, nog altijd aan deze barricade hielden. Edelherten hebben een levensverwachting van ongeveer vijftien jaar, zodat er inmiddels geen herten meer in leven waren die het IJzeren Gordijn aan den lijve ondervonden hadden. Volgens de onderzoekers leren hertenkalfjes echter van hun moeder waar ze wel en niet mogen komen, zodat ze de grenszone blijven vermijden. Een niet-betrokken onderzoeker was niet verbaasd: Deze dieren zijn erg conservatief.